# Ethiosciapus skufjini
Ethiosciapus skufjini är en tvåvingeart som beskrevs av Grichanov 1996. Ethiosciapus skufjini ingår i släktet Ethiosciapus och familjen styltflugor. Inga underarter finns listade i Catalogue of Life.